# Fusil hypodermique
Un fusil hypodermique est une arme, souvent de précision avec lunette, destinée à administrer un produit tranquillisant à un animal sauvage ou domestique, dangereux ou inapprochable.
Un fusil hypodermique utilise pour la propulsion une cartouche de gaz CO2 et comme charge une fléchette-seringue qui contient le liquide sous pression (piston ou gaz aérosol). Au moment de l'impact, une capsule de cire bouchant le trou de l'aiguille se rompt et libère le produit.

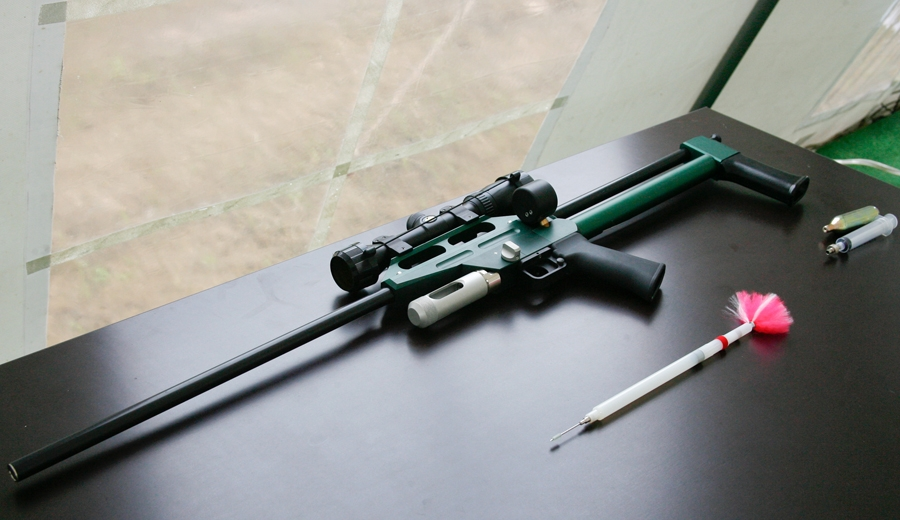
Un fusil Dan Inject de Modèle JM à air au côté d'une flèche tranquillisante.